# Carl Rupert Nyblom
Carl Rupert Nyblom (født 29. marts 1832 i Uppsala, død 30. maj 1907 i Stockholm) var en svensk æstetiker og digter, gift med Helene Nyblom. 
Nyblom blev student 1850, Dr. phil. 1857 og docent 1860. Han var professor ved Uppsala Universitet i æstetik, litteratur- og kunsthistorie 1867—97 og optogs 1879 blandt de Aderton i Svenska Akademien. En tid lang var Nyblom et virksomt medlem af kommissionen for opførelse af Uppsala nye universitetshus og for restaureringen af domkirken.
Nyblom udgav Dikter (1860), Bilder från Italien (1864; ny udgave 1883: "Ett år i Södern"), Nya dikter (1865) samt flere originale digte- og prosasamlinger, har desuden oversat fra engelsk Thomas Moores Irländska melodier, men særlig skattet er hans oversættelse af Shakespeares sonetter (1871). 
Nyblom har tillige haft indflydelse ved sine kunst- og litteraturkritiske skrifter, samlede i Estetiska Studier (1873), Ny Samling (I—II, 1884) og ved sine karakteristikker af kunstnere og digtere: Sergel, Runeberg, Scholander, Wallin og flere.